# Cem Romengo

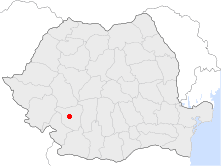
Zsilvásárhely elhelyezkedése Romániában

Cem Romengo néven ismert a jelképes roma állam. A világ cigányainak önhatalmúlag kikiáltott császára, Iulian Rădulescu 1997-ben jelentette be a cigány mikronemzet létrejöttét Zsilvásárhelyen, Romániában. Az önmagát I. Iuliannak nevező férfi a sajtónak azt nyilatkozta, hogy aláírt egy végzést, amelyben Zsilvásárhely egyik szegényebb kerületét Cem Romengonak, vagyis "a romák országának" nyilvánítja. Az alapító is elismerte azonban, hogy az állam csak szimbolikus, és semmilyen módon nem sérti Románia szuverenitását. "Nincsenek határai és nincs hadserege" - mondta I. Iulian. Ugyanakkor kérvényezte, hogy a romániai hatóságok ismerjék el a cigányok jogát a területre.

## Roma tematikájú összefoglaló szócikkek
- Cigány népcsoportok
- Cigány nyelv
- Cigányok
- Cigány nemzeti jelképek
- Cigány ünnepek

## Fordítás
- Ez a szócikk részben vagy egészben  a   Cem Romengo című angol Wikipédia-szócikk ezen változatának fordításán alapul.  Az eredeti cikk szerkesztőit annak laptörténete sorolja fel. Ez a jelzés csupán a megfogalmazás eredetét és a szerzői jogokat jelzi, nem szolgál a cikkben szereplő információk forrásmegjelöléseként.